# سباكو البيت الأبيض
كان سباكو البيت الأبيض ، ويطلق عليهم أحيانًا ببساطة اسم السباكين أو مشروع الغرفة 16 أو أوديسا أو رسميًا وحدة التحقيقات الخاصة بالبيت الأبيض، وحدة سرية للتحقيقات الخاصة بالبيت الأبيض، تم إنشاؤها في غضون أسبوع من نشر أوراق البنتاغون في يونيو 1971، أثناء رئاسة ريتشارد نيكسون.  وكانت مهمتها وقف و/أو الرد على تسريب المعلومات السرية، مثل أوراق البنتاغون، إلى وسائل الإعلام. وقد "تراجع" عمل الوحدة بعد عملية "اقتحام إلسبيرغ" الفاشلة، لكن بعض عملائها السابقين انخرطوا في أنشطة غير قانونية أثناء عملهم في البيت الأبيض مع مديري لجنة إعادة انتخاب الرئيس، بما في ذلك عملية اقتحام ووترجيت وفضيحة ووترجيت التي تلت ذلك.  وقد وُصفت المجموعة بأنها "منظفو" نيكسون. 

## الاسم
في عيد الشكر عام 1971، عاد ديفيد يونج إلى منزله من وحدة التخطيط الخاصة للتحقيقات، وعندما سألته جدته: "ماذا تفعل في البيت الأبيض؟"، أجاب: "أنا أساعد الرئيس في وقف بعض التسريبات"، متعمدًا اللعب على تسرب المعلومات مقابل تسرب المياه. صرخت قائلة، "أوه، أنت سباك!" ثم قام يونج، وهوارد هانت وجوردون ليدي بوضع لافتة على مكتبهم بعنوان "السباكين"، ولكن تم إزالتها لأن عملياتهم كانت تهدف إلى أن تكون سرية للغاية. ومع ذلك، ظل الاسم ملتصقًا بالمجموعة. 

## الأعضاء
وقد ضمت مجموعة السباكين العديد من الشخصيات التي ساهمت في فضيحة ووترجيت، بما في ذلك فرانك ستورجيس. وأوصى تشارلز كولسون بضم هانت، وأوصى إيجيل كروج بضم ليدي. وقد صاغ ليدي مؤشر الحساسية الخاص به للمجموع. وقد وصف ليدي مهمة الوحدة بأنها "موجهة للقضاء على تقويض أسرار الإدارة".
يعتقد بعض المؤلفين أن ضابط وكالة الاستخبارات المركزية جون بيزلي كان عضوًا في مجموعة السباكين. تم تعيين بيزلي في مكتب الأمن التابع لوكالة المخابرات المركزية، والذي كان منسق أمن حملة نيكسون والسارق في قضية ووترجيت جيمس ماكورد عضوًا فيه. في 9 أغسطس 1971، تشير مذكرة يونج إلى أنه التقى مع بيزلي ومدير مكتب التحقيقات الخاصة هوارد أوزبورن، حيث قدم بيزلي قائمة بالأهداف لوحدة التحقيقات الخاصة.

## العمليات
كانت المهمة الأولى للسباكين هي سرقة مكتب الطبيب النفسي لدانيال إلسبيرج في لوس أنجلوس، لويس فيلدينج، في محاولة للكشف عن أدلة لتشويه سمعة إلسبيرج، الذي سرب أوراق البنتاغون. وبحسب ما ورد لم تنجح العملية في العثور على ملف إلسبيرج، وبالتالي تم الإبلاغ عنها إلى البيت الأبيض. ومع ذلك، ذكر فيلدينج نفسه أن الملف كان في مكتبه؛ فقد وجده على الأرض في صباح اليوم التالي للسرقة، ومن الواضح أن شخصًا ما قد اطلع عليه. في محادثة جرت في سبتمبر 1971، نصح جون إيرليخمان نيكسون، "لقد أجرينا عملية جراحية صغيرة؛ وقد تم إحباطها في لوس أنجلوس، وأعتقد أن من الأفضل ألا تعرف عنها شيئًا". وفي النهاية، تم رفض القضية ضد إلسبيرج بسبب سوء سلوك الحكومة. 
وبعيدًا عن سرقة فيلدينج، هناك أنشطة أخرى قليلة عُرف أن السباكين شاركوا فيها. ويقال إن هانت حقق في حادثة تيد كينيدي - تشاباكويديك؛ وأفاد ليدي بالتورط المزعوم لإدارة كينيدي في اغتيال الرئيس الفيتنامي الجنوبي نجو دينه ديم.
بعد عملية الاقتحام في كاليفورنيا، عمل ليدي -الذي كان مستشارًا عامًا وعضوًا في لجنة التمويل التابعة للجنة إعادة انتخاب الرئيس وتمت ترقيته من مساعد لكروج ويونج- مع عمليات الاستخبارات السياسية في الحملة. كان إيرليخمان، مساعد الرئيس للشؤون الداخلية ووحدة التحقيقات الخاصة، على علم بهدف ليدي المتمثل في إجراء عملية جمع معلومات استخباراتية لصالح لجنة إعادة انتخاب الرئيس. أشرك ليدي هانت في العمليات التي تضمنت لاحقًا عملية السطو على ووترجيت. 

## ملحوظات
1. ↑  "The Plumbers". نيويورك تايمز. 22 يوليو 1973. مؤرشف من الأصل في 2023-10-05. اطلع عليه بتاريخ 2022-10-12.
2. ↑  "II. The Plumbers". ذا أتلانتيك. مؤرشف من الأصل في 2025-01-26. اطلع عليه بتاريخ 2013-09-17. In the early evening of June 17, 1971, هنري كيسنجر held forth in the Oval Office, telling his President, and جون ارليتشمان and Bob Haldeman, all about دانيال إلسبيرغ. Kissinger's comments were recorded, of course, on the hidden White House taping system, and four years later, a portion of that tape was listened to by the Watergate Special Prosecution Force, which was then investigating the internal White House police unit known as the Plumbers.
3. ↑  Garment، Suzanne (13 أبريل 2018). "Cohen Makes Nixon's Fixers Look Like Amateurs". Real Clear Politics. مؤرشف من الأصل في 2023-01-30. اطلع عليه بتاريخ 2018-12-14.
4. ↑  Dean, John W. The Nixon Defense, p. 663n. Penguin Group, 2014. (ردمك 978-0-670-02536-7).
5. ↑  Network, The Learning (11 May 2012). "May 11, 1973 | Charges Dropped Against Pentagon Papers Leakers". The Learning Network (بالإنجليزية الأمريكية). Retrieved 2022-05-14.
6. ↑  Dean, John W. (2014). The Nixon Defense, p. 13. Penguin Group. (ردمك 978-0-670-02536-7).

## روابط خارجية
- ملفات ووترجيت مقدمة من متحف ومكتبة جيرالد ر. فورد
- إفادة جي جوردون ليدي في قضية مورين ك. دين وجون دبليو دين ضد صحيفة سانت مارتن وآخرين ، المحكمة الجزئية الأمريكية لمقاطعة كولومبيا. القضية رقم 92 1807 (HHG)، 6 ديسمبر/كانون الأول 1996.[وصلة مكسورة][ رابط معطل ]